# Palácio de Monserrate

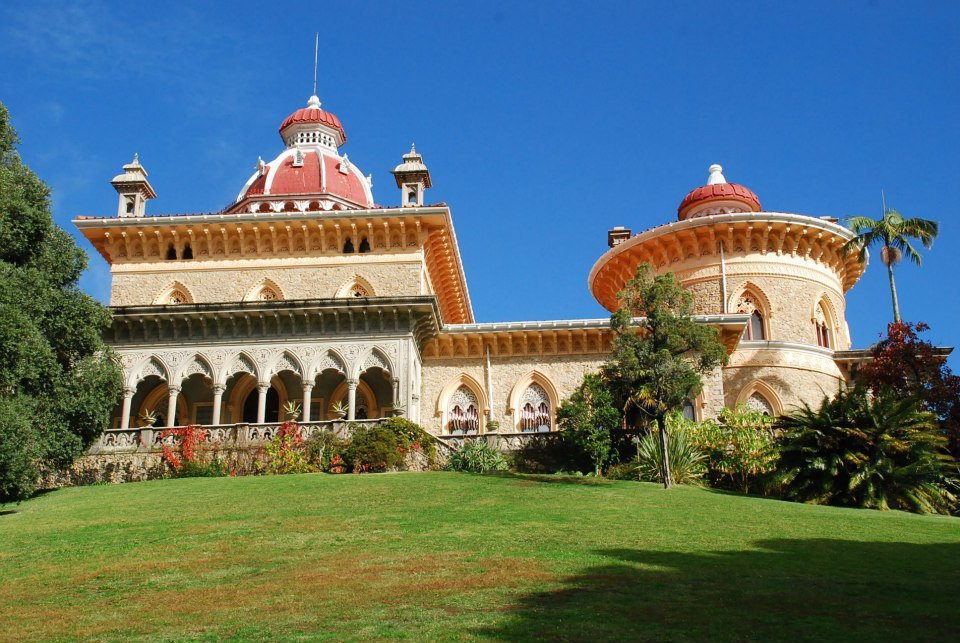
Palácio de Monserrate

Der Palácio de Monserrate ist eine Villa im portugiesischen Ort Sintra. Das Gebäude ist als Baudenkmal unter der Nummer 22672 in der portugiesischen Denkmalliste SIPA eingetragen und gehört zu der seit 1995 als Weltkulturerbe der UNESCO geführten Kulturlandschaft von Sintra.

## Historische Übersicht

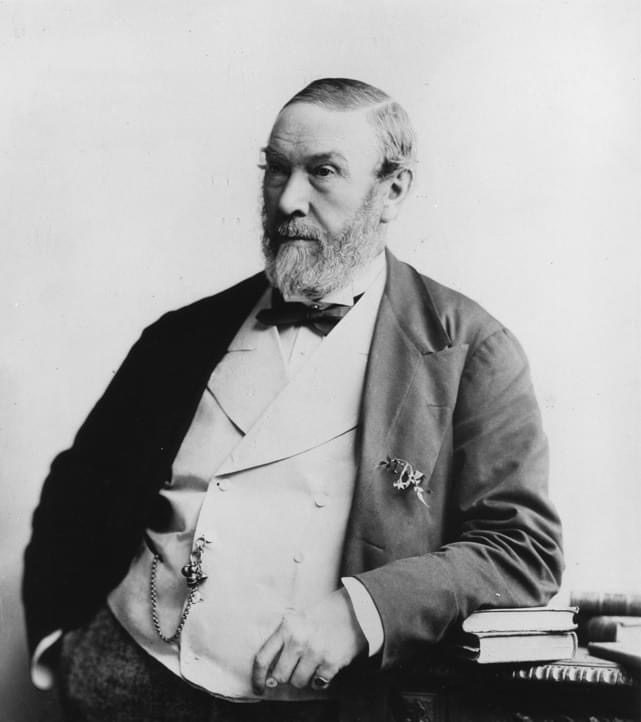
Francis Cook erwarb die Anlage 1863.

- Auf dem Hügel der späteren Palastanlage wurde eine Kapelle zu Ehren der Gottesmutter von Monserrate errichtet. Eigentümer von Grund und Boden war damals das sogenannte Königliche Hospital der Allerheiligen (Real Hospital de todos os Santos).
- Im 16. Jahrhundert pachtete die Adelsfamilie Mello e Castro den Grund und Boden.
- 1718 kaufte Caetano de Mello e Castro den Grund und Boden. Er war 36. Vizekönig von Indien (i.A.d. portugiesische Krone) und Träger des Christusordens.
- Am 1. November 1755 zerstörte das Erdbeben von Lissabon alle errichteten Gebäude.
- 1789 pachtete Gerard de Visme das Land und errichtete dort einen kleinen Palast im neogotischen Stil auf den Ruinen der durch das Erdbeben zerstörten Kapelle.
- 1793–1794 kam als neuer Pächter William Beckford. Dieser übernahm die Erhaltung und weitere Arbeiten am Palast und begann mit der Anlage eines Gartens.
- 1856–1863: Francis Cook kam erst als neuer Pächter, um dann 1863 den Grund und Boden mit allen Bauten zu erwerben, und begann mit dem Aus- und Weiterbau der bestehenden Palastanlage. Die Landschaftsgärten ordnete er neu. Die Anlage diente Francis Cook als Sommerresidenz.
- 1949 gingen durch Kauf 143 Hektar Land mit allen sich darauf befindlichen Gebäuden und Anlagen in den Besitz des portugiesischen Staates.
- 1995 erklärte die UNESCO die Landschaft um die Gemeinde von Sintra, wo sich auch der Palast von Monserrate befindet, zum Weltkulturerbe.
- 2000 wurde das Staatsunternehmen Parques de Sintra/Monte da Lua gegründet, dessen Eigentümer sich wie folgt zusammensetzen: 35 % der portugiesische Staat, vertreten durch die Finanzbehörde; 35 % Wald-/Forstbehörde; 15 % Tourismusverband Portugal sowie 15 % die Gemeinde Sintra. Mit der Gründung im Jahr 2000 erfolgte auch gleichzeitig die Übernahme der Wald-/Forst- und Grünanlagen des Gebietes, das zum Palacio de Monserrate gehört.
- 2007 wurde auf das Staatsunternehmen – neben vielen anderen historischen Gebäuden / Anlagen in und um die Gemeinde Sintra – auch die Verwaltung der Palastanlage übertragen.

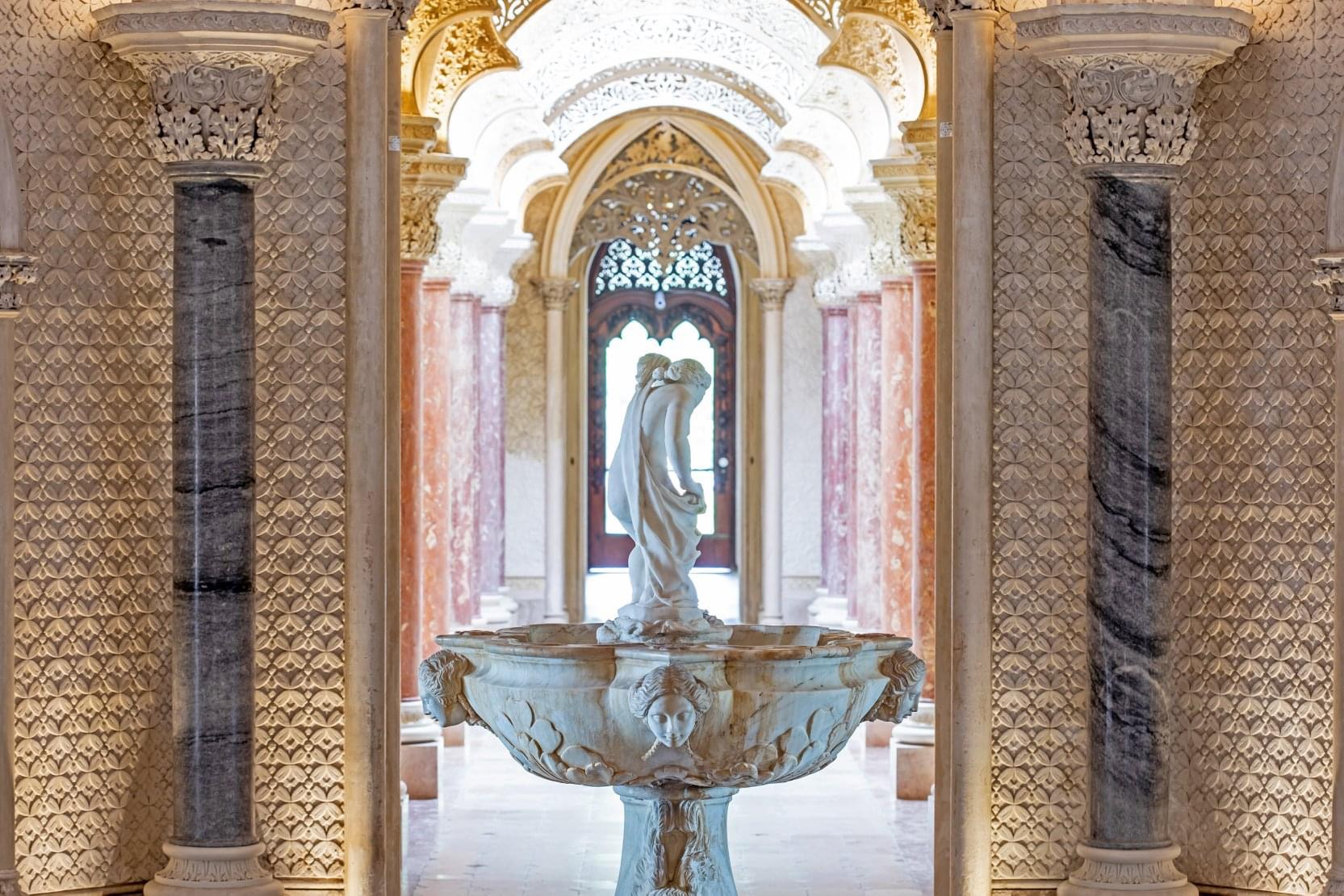
Maurische Halle – Eingang Monserrate

## Die Anfänge
Monserrate, vorher als Quinta da Bela Vista bekannt, erhielt seinen Namen mit hoher Wahrscheinlichkeit um 1540. Historisch lässt sich nachweisen, dass ein Mönch namens Gaspar Preto, geboren in Segura, zugehörig zur Kreisstadt Idanha-a-Nova im Distrikt Castelo Branco, auf der Landerhebung, auf der später der Palast errichtet wurde, nach seinem Besuch beim Heiligtum der Lieben Frau zu Monserrate in Barcelona, eine Kapelle errichten ließ.
Wie und auf welchem Wege im 16. Jahrhundert die Kapelle in den Besitz und die Verwaltung des Hospital Real de Todos os Santos (Hospital Omnium Sanctorum bzw. Krankenhaus der Allerheiligen) kam, ist unklar. Schriftstücke im heutigen Staatsarchiv Arquivo Nacional da Torre do Tombo belegen lediglich ein lebenslanges Nutzungsrecht gegen die jährliche Zahlung eines Festbetrages zugunsten des Krankenhauses an den Adelsmann D. Caetano de Melo e Castro, der 1718 Grund und Boden ohne weitere Verbindlichkeiten erwarb. Caetano de Melo e Castro, seines Zeichens damals Staatsrat, Gouverneur von Mosambik, Gouverneur von Pernambuco (Brasilien) und 36. Vizekönig Portugiesisch-Indiens, überließ die Verwaltung des Grundstücks seinen Prokuristen, da er selbst sich überwiegend in Goa (Indien) aufhielt. Er beauftragte seine Prokuristen, Anwohner zu finden, die den Boden landwirtschaftlich gegen monatliche Abgaben nutzen und sich auch dort niederlassen wollten.
1718 starb Caetano de Melo e Castro. 1755 zerstörte das große Erdbeben von Lissabon alle bis dato auf Monserrate errichteten Wohnungen. Nach dem Verlust der zu beklagenden Toten und denen, die Monserrate danach verließen, schien das Anwesen dem Verfall gewidmet.

## Gerard DeVisme
Die Ehefrau von Caetano de Melo e Castro, Dona Francisca Xavier Mariana de Faro Melo e Castro, gab sich nicht geschlagen und trachtete, Monserrate erneut zu verpachten, überzeugt von den Vorzügen, die Monserrate bzw. Sintra bot. Gerard DeVisme, ein englischer Handelsmann, dem der Marquês de Pombal um 1760 das Handelsmonopol für brasilianische Edelhölzer verschafft hatte und der dadurch zu Reichtum gelangt war, kam vermutlich durch den damaligen holländischen Konsul in Portugal, Daniel Guilmeester, der auch selbst gleichzeitig im Diamantenhandel tätig war, nach Sintra. Gerard DeVisme war angetan von der Gegend, doch trotz aller Bemühungen, Monserrate zu erwerben, gelang ihm 1790 lediglich der Pachtvertrag mit Bauerlaubnis, der sich über neun Jahre erstreckte. Gerard DeVisme begann unverzüglich mit den Arbeiten. Die durch das Erdbeben 1755 zerstörten Wohnungen ließ er wieder errichten, das weitläufige Gebiet ummauern und mit Toren versehen, die in Ruinen liegende Kapelle andernorts neu erbauen, und auf der Erhöhung errichtete DeVisme sich einen Palast im neugotischen Stil.
DeVisme verblieb bis 1794 in Monserrate und kehrte nach England zurück, als er sein Monopol auf den brasilianischen Edelholzhandel infolge der Entlassung des Marquês de Pombal gefährdet sah.

## William Beckford
William Thomas Beckford wurde um 1794 Unterpächter von Gerard DeVisme. Der recht vermögende Beckford nutzte einen Großteil seines Privatvermögens, um dem von DeVisme erbauten Palast umzubauen. Aber auch die umgebende Landschaft sollte nun in einen romantischen Garten umgewandelt werden.
Beckford verblieb noch nicht einmal zwei Jahre in Monserrate. Nach seiner Rückkehr nach England kam er 1798 erneut nach Portugal. Während seines Aufenthaltes in England von 1795 bis 1798 wurde Monserrate erneut verpachtet, diesmal an die Kinder eines Adligen und hohen Beamten des königlichen Hofes namens José de Oliveira. Mit seinem nunmehr dritten Aufenthalt in Portugal (Oktober 1798–Juni 1799) verlängerte Beckford den Pachtvertrag mit den Erben von Gerard DeVisme für einen Zeitraum von neun Jahren ohne Unterbrechungen. Dennoch brach Beckford seine Zelte 1799 in Portugal ab und verließ Monserrate nunmehr endgültig.
George Gordon Byron, sechster Baron zu Byron, mit Sintra und Portugal verbunden und hier besser bekannt als Lord Byron, besuchte Portugal 1809 in seinem 21. Lebensjahr.
Byron erreichte Lissabon mit seinem Freund John Hobhouse und den Bediensteten Fletcher, Murray und Bob. John Hobhouse hinterließ über den Portugalbesuch Einträge in seinem Reisejournal in lateinischer Sprache. Seine Eindrücke von Sintra und Monserrate und dem Palast fanden später im Werk Child Harold Pilgrimage (XXII–XXIII) ihren Platz.
Zu Monserrate und den verwaisten Palast und Landzug bemerkte Byron noch, wie schwer das Gewächs es dem Besucher mache, durch die offenen Tore und Türen in die Säle zu gelangen, die dort leer standen, „ohne eine Seele“.
1828 stellte eine kolorierte Lithografie von James Bulwer mit dem Titel A Farm or Residence of Mr. Beckford and tje above Collares einen augenscheinlich gut erhaltenen Palast dar, in einer Arbeit von Hoffmann aus dem Jahr 1848 sieht man hingegen ein verfallenes Gebäude, inklusive der Mittelkuppel ohne jegliche Bedachung.